# Ернст Емсгофф
Ернст Емсгофф (нім. Ernst Emshoff; 31 березня 1875, Лейпциг — 31 травня 1965, Дрезден) — німецький військовий ветеринар,  доктор ветеринарії, генерал-майор ветеринарної служби вермахту (1 листопада 1942).

## Біографія
Учасник Першої світової війни. Після демобілізації армії залишений в рейхсвері. З 1 січня 1929 року — представник військового коваля Берліна і член наукового сенату військової ветеринарії. 30 вересня 1930 року звільнений у відставку.
В 1939 році переданий в розпорядження вермахту і призначений головним ветеринаром 4-го військового округу, займав цю посаду до 31 грудня 1942 року. 31 серпня 1943 року звільнений у відставку. 

## Нагороди
- Почесний хрест (Саксонія)
- Медаль «За вислугу років» (Саксонія) 3-го і 1-го класу
- Залізний хрест 2-го і 1-го класу
- Орден Альберта (Саксонія), лицарський хрест 1-го класу з мечами і короною
- Почесний хрест ветерана війни з мечами
- Медаль «За Атлантичний вал»
- Хрест Воєнних заслуг 2-го класу з мечами